# حوسبة الببتيد
حوسبة الببتيد هي أحد أشكال الحوسبة التي تستخدم الببتيدات وعلم الأحياء الجزيئيّ، بدلاً من التقنيات الحاسوبية التقليدية القائمة على السليكون. ويعتمد أساس هذا النموذج الحاسوبي علي انجذاب الأجسام المضادة إلى متواليات الببتيد. وعلى غرار حوسبة الحمض النووي الريبي منقوص الأكسجين، تم استخدام التفاعلات الموازية لمتواليات الببتيد والأجسام المضادة لهذا النموذج لحل عددٍ قليلٍ من المشاكل من فئة NP مكتملة. وبشكل خاص، تُعد مسألة مسار هاميلتون (HPP) وبعض صيغ مسألة تغطية المجموعة (SCP) جزءًا صغيرًا من مشاكل مسألة NP المكتملة والتي تم حلها باستخدام هذا النموذج الحسابي حتى الآن. وقد تبين أيضًا أنَّ هذا النموذج الحسابي شاملٌ حسابيًا (أو متكامل مع معايير تورنغ).
ويتسم هذا النموذج الحسابي ببعض المزايا الهامة أكثر من حوسبة الحمض النووي الريبي منقوص الأكسجين. على سبيل المثال، يتكون الحمض النووي الريبوزي منقوص الأكسجين (DNA) من أربع وحداتٍ بنائية، بينما تتكون الببتيدات من عشرين وحدةً بنائية. كذلك تُعد تفاعلات الأجسام المضادة للببتيد أكثر مرونةً فيما يتعلق بالتمييز والانجذاب بصورةٍ أكبر من التفاعل بين ضفائر الحمض النووي الريبي منقوص الأكسجين ومكملاتها العكسية. ومع ذلك؛ فعلى النقيض من حوسبة الحمض النووي الريبي منقوص الأكسجين، فإنَّ هذا النموذج لم يتم التحقق منه بعد من الناحية العملية. ويُعد التقييد الرئيس هو توافر أجسامٍ مضادةٍ وحيدة النسيلة محددة يلزم وجودها في هذا النموذج.